# Devonta Pollard
Devonta Rashun Pollard (Porterville, Misisipi, 7 de julio de 1994) es un jugador de baloncesto estadounidense, actualmente juega con Guindas de Nogales de la CIBAPAC de México. Con 2,03 metros de estatura, juega en la posición de ala-pívot.

## Trayectoria deportiva

### Universidad
Jugó su temporada freshman con los Crimson Tide de la Universidad de Alabama, en la que promedió 3,9 puntos y 3,1 rebotes por partido. En 2013 fue transferido al community college de East Mississippi, para poder estar más cerca de su familia. Allí completó su segunda temporada como universitario, promediando 12,0 puntos y 6,7 rebotes por encuentro.
En su temporada júnior decidió unirse a los Cougars de la Universidad de Houston, entrenados por Kelvin Sampson. Allí jugó sus dos últimas temporadas, en las que promedió 12,7 puntos, 6,0 rebotes, 1,1 asistencias y 1,0 robos de balón, siendo incluido en 2016 en el segundo mejor quinteto de la American Athletic Conference.

### Profesional
Tras no ser elegido en el Draft de la NBA de 2016, el 5 de octubre fichó por el BK Liepājas Lauvas de la liga letona, dejando el equipo en el mes de noviembre para fichar por el Koroivos B.C. de la A1 Ethniki griega, donde acabó la temporada promediando 8,7 puntos y 4,6 rebotes por partido.
En marzo de 2024 se incorporó al Tarija Básquet de la Liga Boliviana de Básquetbol. En septiembre de ese año, luego de actuar en The Basketball Tournament con el equipo Forever Coogs, reforzó a los Marinos de Mazatlán en la Liga de Baloncesto del Pacifico de México.
En julio de 2025 se unió a los Guindas de Nogales del CIBAPAC de México.